# Luis Enrique Ruiz-Terán
Luis Enrique Ruíz-Terán ( 1923 - 1979) fue un profesor, botánico, explorador y destacado andinista venezolano. Realizó extensas expediciones botánicas a los Andes colombianos y venezolanos
Fue curador del Herbario MERF.
Formó parte de los comités editoriales de Lankesteriana y del Instituto Botánico de Venezuela.

## Algunas publicaciones
- luciano Bernardi, luis Ruiz Terán. 1957. Estudio botánico forestal de las selvas pluviales del Río Apacará, región de Urimán, Estado Bolívar: En apéndice: Diccionario castellano-arekuna. N.º 63 de Publicaciones. Ed. Universidad de los Andes. 149 pp.

## Honores
- Herbario "Luis Enrique Ruiz Terán" (MERF) , de la Facultad de Farmacia, Universidad de Los Andes, Mérida, Venezuela

- La abreviatura «Ruíz-Terán» se emplea para indicar a Luis Enrique Ruiz-Terán como autoridad en la descripción y clasificación científica de los vegetales.[3]

Tuvo una contribución de 28 registros IPNI a la identificación y clasificación de nuevas especies de Asteraceae, las que publicaba habitualmente en : Phytologia; Rev. Fac. Farm. Univ. Los Andes; Revista Fac. Farm. Univ. Centr.; Publ. Esp. Inst., Lillo; Kew Bull.